# Distrito de Toggenburgo
El distrito de Toggenburgo (en alemán Wahlkreis Toggenburg, hispanizado Círculo electoral de Toggenburgo) es uno de los ocho distritos del cantón de San Galo, Suiza. Tiene una superficie de 488,75 km².

## Geografía
El distrito de Toggenburgo se encuentra situado en la región del antiguo Toggenburgo. Limita al noreste con el distrito de Wil, al este con el cantón de Appenzell Rodas Interiores, al sureste con el de Werdenberg, al sur con el de Sarganserland, al suroeste con el distrito de See-Gaster, al oeste con los de Hinwil (ZH) y Pfäffikon (ZH), y al noroeste con el de Münchwilen (TG).

## Comunas
| Distrito de Toggenburgo | Distrito de Toggenburgo | Distrito de Toggenburgo |
| Comunas                 | Población (31.12.2008)  | Superficie km²          |
| ----------------------- | ----------------------- | ----------------------- |
| Bütschwil               | 3359                    | 13.79                   |
| Ebnat-Kappel            | 4885                    | 43.57                   |
| Ganterschwil            | 1187                    | 8.01                    |
| Hemberg                 | 936                     | 20.15                   |
| Kirchberg               | 8107                    | 42.59                   |
| Krinau                  | 255                     | 7.23                    |
| Lichtensteig            | 1842                    | 2.82                    |
| Lütisburg               | 1371                    | 14.09                   |
| Mosnang                 | 2975                    | 50.46                   |
| Neckertal               | 4151                    | 49.03                   |
| Nesslau-Krummenau       | 3333                    | 80.63                   |
| Oberhelfenschwil        | 1355                    | 12.68                   |
| Stein                   | 381                     | 12.24                   |
| Wattwil                 | 8174                    | 43.93                   |
| Wildhaus-Alt St. Johann | 2636                    | 87.53                   |
| Total (15)              | 44 947                  | 488.75                  |

## Cambios desde 2000

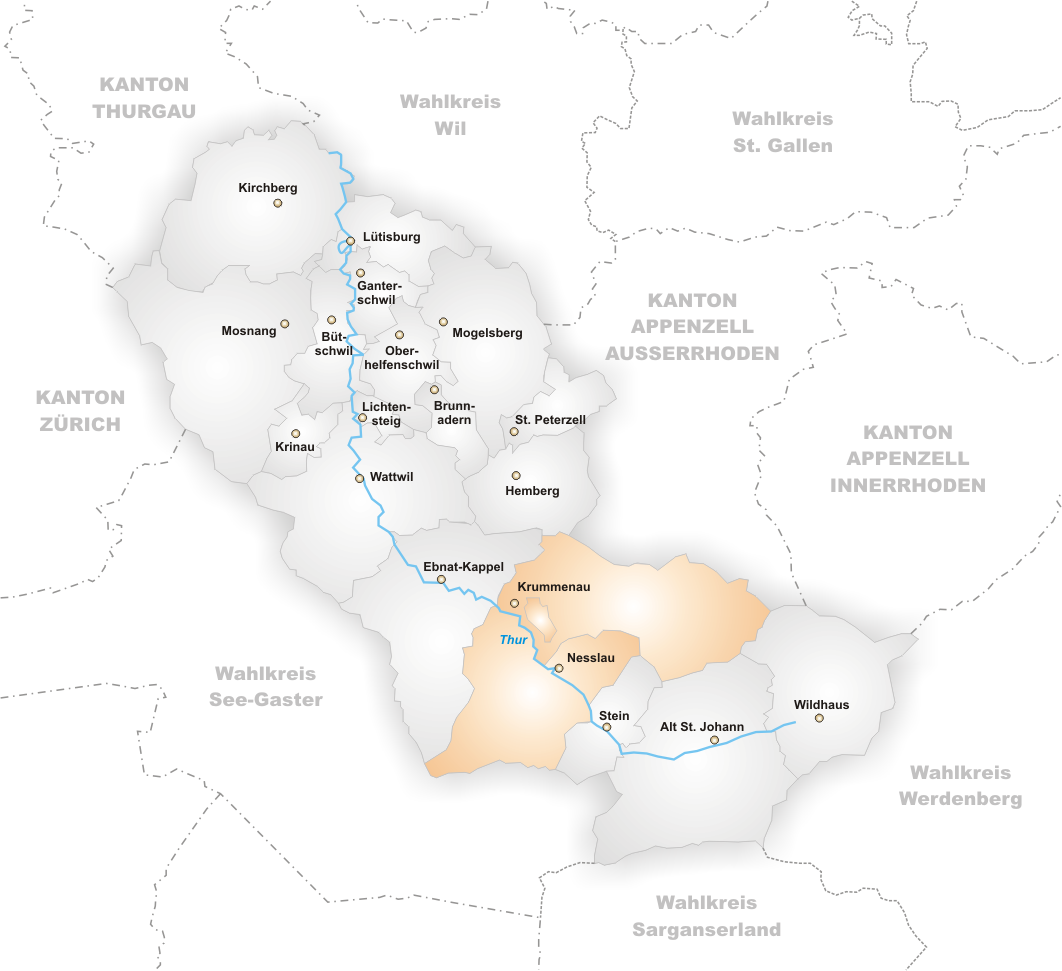
Comunas hasta 2004
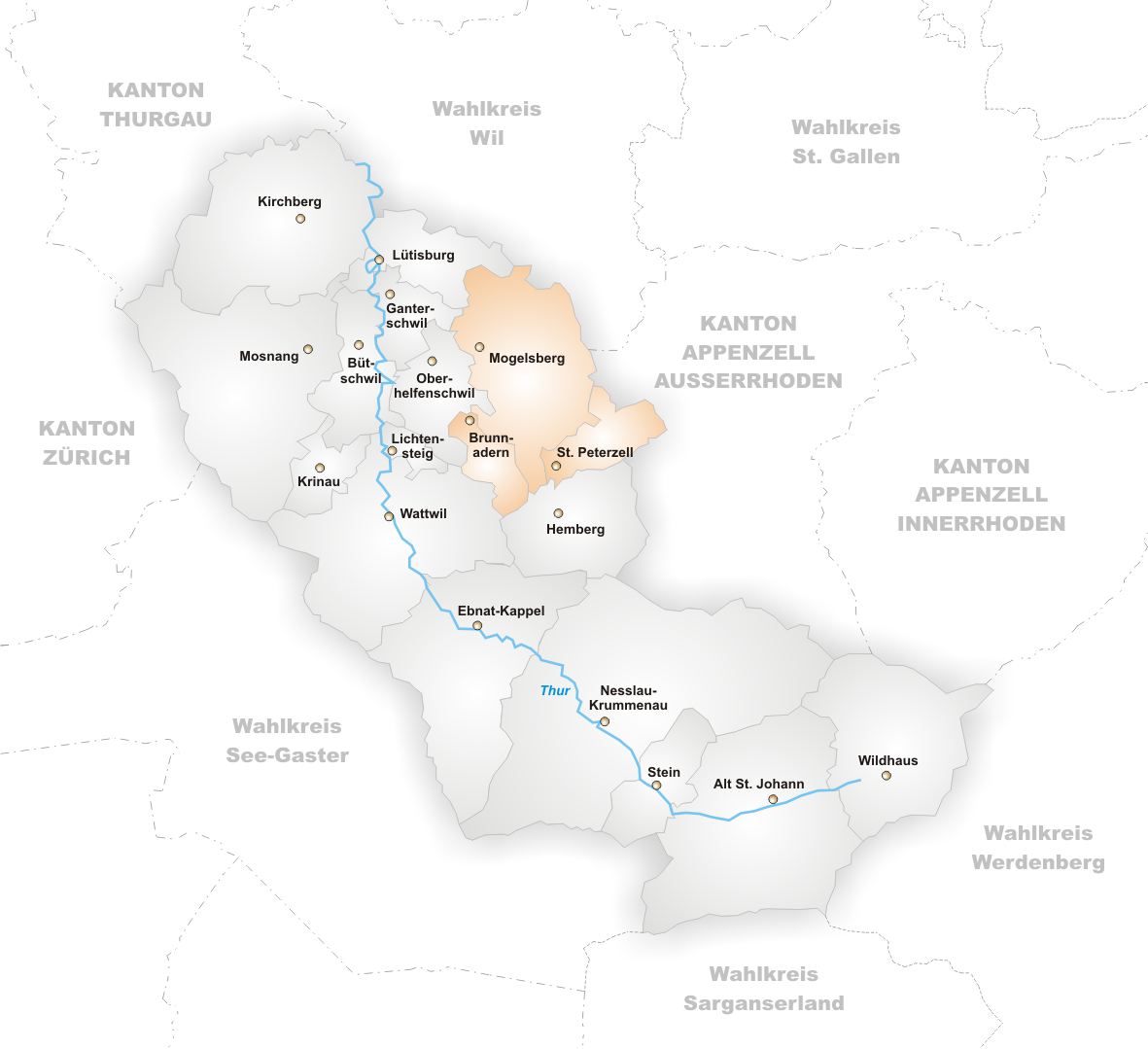
Comunas hasta 2008
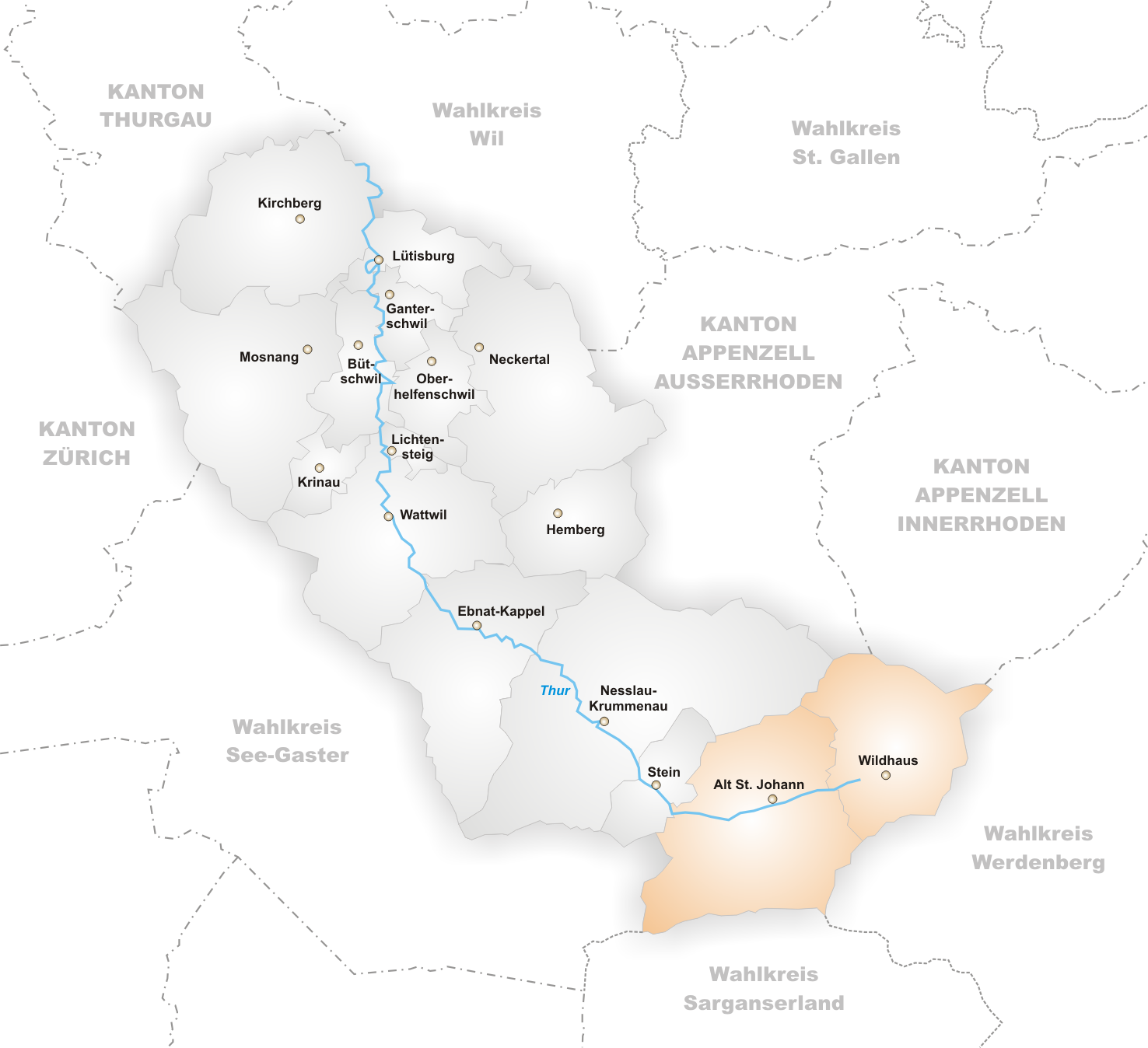
Comunas hasta 2009

### Fusiones
- 2005: Krummenau y Nesslau → Nesslau-Krummenau
- 2009: Brunnadern, Mogelsberg y Sankt Peterzell → Neckertal
- 2010: Alt Sankt Johann y Wildhaus → Wildhaus-Alt St. Johann